# Pliohyrax
Il plioirace (gen. Pliohyrax) è un mammifero erbivoro estinto, appartenente agli iracoidi. Visse tra il Miocene medio e il Miocene superiore (circa 15 - 6 milioni di anni fa) e i suoi resti fossili sono stati ritrovati in Europa, Africa e Asia. 

## Descrizione
Questo animale era piuttosto differente dalle attuali procavie, soprattutto per quanto riguarda le dimensioni. Alcuni esemplari potevano forse raggiungere la taglia di un tapiro, anche se mediamente le specie appartenute a questo genere erano lunghe circa 1,5 metri. Il cranio di Pliohyrax era robusto e di grandi dimensioni; era dotato di molari e premolari decisamente ipsodonti rispetto ad altri iracoidi coevi, anche se i denti conservavano comunque una struttura selenolofodonte simile a quella dei perissodattili. Il corpo era di struttura massiccia e dotato di zampe forti.

## Classificazione

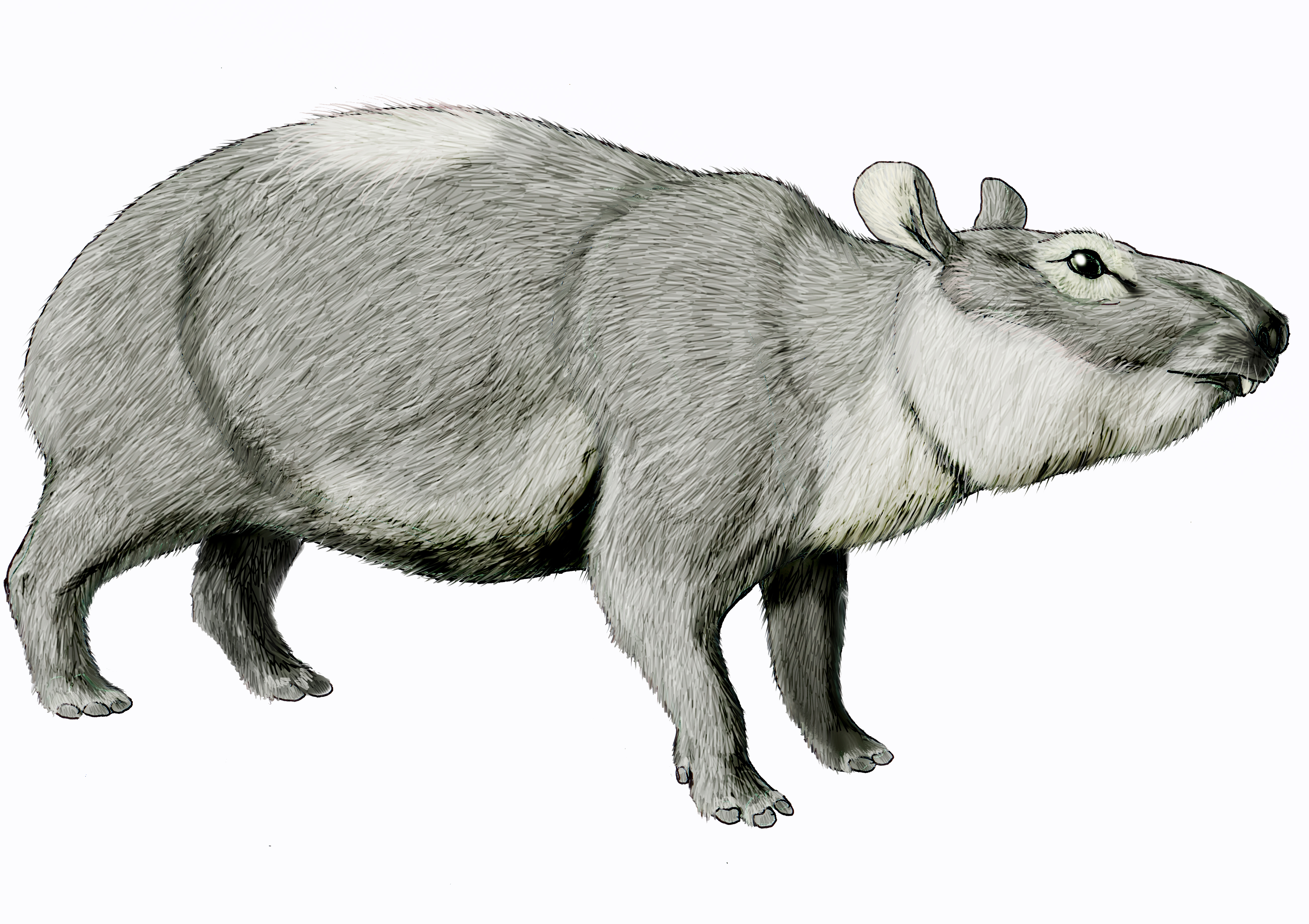
Ricostruzione di Pliohyrax

Il genere Pliohyrax venne istituito da Henry Fairfield Osborn nel 1899, sulla base di resti fossili ritrovati nell'isola di Samo (Pliohyrax kruppii). Nello stesso anno, altri fossili provenienti da Samos e Pikermi e descritti in precedenza come Leptodon graecus da Gaudry vennero riconosciuti appartenere a un iracoide, Pliohyrax appunto.
Oltre alle specie provenienti dalla Grecia, sono note due specie della Francia (P. occidentalis e P. rossignoli) e una specie della Cina (P. orientalis).  Le specie francesi sono state anche attribuite al genere Neoschizotherium. Altri resti attribuiti a Pliohyrax sono stati ritrovati in Tunisia, Russia, in Turchia, in Iran e in Spagna.
Pliohyrax è il genere eponimo della famiglia Pliohyracidae, un gruppo di iracoidi estinti caratteristici del Cenozoico africano, ma che nel corso del Miocene si diffusero anche in Asia ed Europa.